# کنگل‌آباد
کنگل‌آباد یکی از روستاهای استان آذربایجان شرقی است که در دهستان آذغان بخش مرکزی شهرستان اهر واقع شده‌است.این روستا ۵۷۲ نفر جمعیت دارد.